# Yamil Asad
Yamil Rodrigo Asad (* 27. Juli 1994 in San Antonio de Padua) ist ein argentinisch-libanesischer Fußballspieler, der seit März 2024 in den USA beim FC Cincinnati unter Vertrag steht.

## Karriere
Der Sohn des langjährigen Vélez Sársfield-Spielers Omar Asad begann seine Karriere ebenfalls beim argentinischen Primera División-Verein. Für ihn debütierte er am 14. April 2013 bei der 1:2-Niederlage gegen CA Colón, bei der er in der 75. Minute für Brian Ferreira eingewechselt wurde. Gegen Crucero del Norte erzielte er am 22. Februar 2015 sein erstes Tor in seiner professionellen Karriere. Am 11. Januar 2017 lieh der MLS-Klub Atlanta United den Mittelfeldspieler für ein Jahr aus. Nach einer guten Saison wollte Atlanta Asad fest verpflichten, konnte sich mit Vélez aber nicht auf einen Transfer verständigen und er kehrte am Jahresende 2017 nach Argentinien zurück.
Am 13. Februar 2018 wechselte Asad erneut leihweise in die Vereinigten Staaten. Diesmal sicherte sich der Ligakonkurrent Atlantas D.C. United die Dienste Asads für eine Saison mit der Option auf eine feste Verpflichtung. Trotz 30 Einsätzen, in denen er neun Tore erzielen und fünf weitere assistieren konnte, zog der Hauptstadtklub die Kaufoption nicht und Asad kehrte abermals zu Vélez Sarsfield zurück. Dort wurde sein Vertrag im Juli 2019 aufgelöst. Am 17. September 2019 wurde die Rückkehr Asads zu D.C. United bekanntgegeben. Zum 1. Januar 2020 trat sein neues Arbeitspapier in Kraft. Im Spieljahr 2020 kam er regelmäßig zum Einsatz und verbuchte in 23 Ligaeinsätzen drei Tore und zwei Vorlagen. Ab Februar 2022 spielte er für ein Jahr bei CD Universidad Católica in Chile, um danach abermals zu D.C. United zurückzukehren. In der Saison 2023 absolvierte er dort 21 Liga- sowie fünf Pokalspiele für den Klub.
Anschließen nahm ihn der Ligarivale FC Cincinnati am 28. März 2024 für die Dauer von einer Spielzeit unter Vertrag.